# Sobrado (Tineo)
Sobrado (Sobráu en asturiano y oficialmente) es una parroquia del concejo español de Tineo en el Principado de Asturias. Se encuentra a una distancia de 29,8 kilómetros de Tineo, la capital del concejo. Tiene una población de 145 habitantes repartidos en 84 viviendas y 7,67 km². Su templo parroquial está dedicado a San Esteban.
En esta parroquia, más concretamente en el núcleo de Valentín, se encuentra el famoso Carbayón de Valentín.

## Sobrado como parroquia
Los pueblos que componen esta parroquia son:
- Arroyo (Arroxu en asturiano) - 1 habitante
- Campo de Sobrado (Campu en asturiano) - 26 habitantes
- Peña (Pena en asturiano) - 4 habitantes
- Sobrado (Sobráu en asturiano) - 19 habitantes
- Tejero (Teixeiru en asturiano) - 21 habitantes
- Valentín - deshabitado
- Valmorisco (Valmouriscu en asturiano) - deshabitado
- Villafronte (Vil.lafronte en asturiano)- 26 habitantes
- Villameana (Vil.lamiana en asturiano) - 25 habitantes
- Vivente - 23 habitantes